# Krummer Ellenbogen
Der Krumme Ellenbogen ist ein 514,7 Meter hoher Berg innerhalb des Wasgaus, wie der südliche Teil des Pfälzerwaldes genannt wird.

## Lage
Der Krumme Ellenbogen befindet sich im äußersten Osten der Gemarkung der Ortsgemeinde Bobenthal unmittelbar der Gemarkungsgrenze zu Böllenborn und Erlenbach bei Dahn; dieser Bereich ist Bestandteil des Oberen Mundatwaldes. Der Hirzeck (496 m) bildet einen westlichen Ausläufer. Östlich schließen sich die Hohe Derst und südlich der Bobenthaler Knopf an.
Im Westen wird sein Einzugsgebiet durch den Portzbach begrenzt. Dessen linke Nebenflüsse Finsterbächel und Glasbach entspringen am Westhang des Berges.
Einen Kilometer östlich liegt der Weiler Reisdorf. Am nördlichen Fuß des Hirzecks befindet sich der Wohnplatz „Seehof“ samt dem Badeweiher Seehofweiher. Zwei Kilometer nördlich befindet sich die Burg Berwartstein.

## Charakteristika
Beim Krummen Ellenbogen handelt es sich um einen sogenannten Kegelrückenberg; er ist vollständig von Mischwald umgeben. Vom Ausläufer Hirzeck aus ist ein Panoramablick möglich.

## Zugang
Der Gipfel ist auf Waldwegen nicht erreichbar; vom Parkplatz Hirzeck aus beginnt steiler Anstieg von etwa 500 Meter Länge Richtung Osten; den Ausgangspunkt bildet eine Forststraße, die  in der Nähe von Birkenhördt abzweigt.

## Infrastruktur und Wanderwege
Über den Krummen Ellenbogen verlaufen ein Wanderweg, der mit einem weiß-blauen Balken markiert ist sowie ein solcher, der mit einem roten Punkt gekennzeichnet ist und von Hertlingshausen bis nach Wingen verläuft. Am Westhang befindet sich seit 1959 mit dem Hirzeck-Haus eine bewirtschaftete Hütte der Ortsgruppe Bad Bergzabern des Pfälzerwald-Vereins.